# Leucospermum praecox
Leucospermum praecox  es una especie de arbusto   perteneciente a la familia  Proteaceae. Es originaria de Sudáfrica.

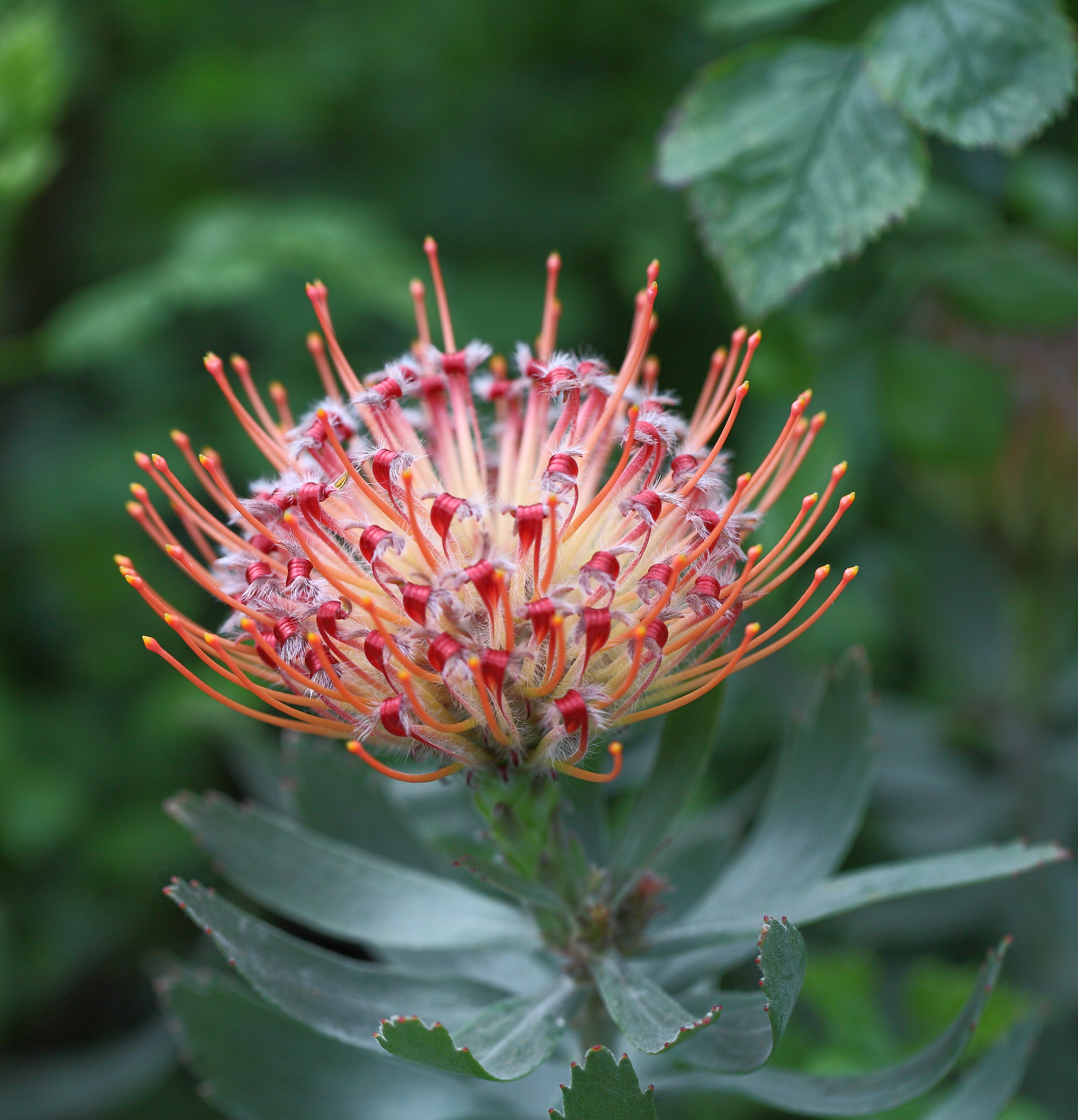
Detalle de la flor

## Descripción
Leucospermum praecox es un arbusto redondeado y robusto que alcanza un tamaño de hasta 2-3 m de altura y 4 m de ancho. Es espeso y tiene un hábito erecto. El tronco puede llegar a 80 mm de diámetro. Las hojas son obovadas en forma de cuña, de 35-70 x 15-30 mm y se superponen entre sí. Son suaves y peludas cuando son jóvenes. Los pelos de los jóvenes les da un aspecto blanquecino, de color verde claro. Después de un año, las hojas pierden el pelo y se convierten  en lisas y correosas. Cada punta de la hoja tiene 5-11 dientes glandulares. Las inflorescencias con 4 flores se encuentran en las puntas de las ramas. La floración ocurre entre abril y septiembre. Las flores miden 60 mm de ancho y tiene una forma esférica. Los botones florales se abre por primera vez muy rizados de color amarillo limón y verticilo verde. A medida que se despliegan los estilos se vuelven más oscuros de amarillo y naranja, finalmente, mientras la punta del estilo sigue siendo de color amarillo. Una vez que las flores han sido polinizadas,  oscurecen a rojo. Las semillas maduran en la  flor durante dos meses. Después de esto, las semillas, en forma de nuez,  se lanzan y caen al suelo, donde se las llevan a sus nidos las hormigas.

## Distribución y hábitat
Leucospermum precoz se produce en el Salar de Riversdale entre Albertinia y Mossel Bay. Crece en suelos de arena blanca a una altitud de 0-250 m.

## Ecología
Las semillas están cubiertas por una piel suave y carnosa blanca. Cuando las semillas caen al suelo, las hormigas las recogen y las llevan a sus nidos subterráneos. Se alimentan de la piel carnosa (eleosoma) y la semilla queda bajo tierra, donde cómodamente está a salvo de la depredación y el fuego. Esto se conoce como mirmecocoria. Las plantas adultas mueren por el fuego y se basan en las hormigas para enterrar a sus semillas para que puedan germinar después de un incendio.
Los densos pelos suaves y aterciopelados que se encuentran en las nuevas hojas delicadas y suaves durante el primer año, las protegen de la desecación por sol y de ser comidas por los depredadores. Después del primer año, los pelos desaparecen y se endurecen las hojas,  y desarrollan una capa de cera.

## Usos
Leucospermum praecox es utilizado con planta ornamental en cualquier jardín fynbos y también es adecuada como flor cortada.

## Taxonomía
Leucospermum praecox fue descrita por  Rourke y publicado en Journal of South African Botany Suppl. 8: 48. 1972.
Etimología
El género Leucospermum deriva de las palabras griegas leukos que significa blanco, y de spermum =  semilla, en referencia a las semillas blancas o de color claro de muchas especies. Las semillas son en realidad de color negro, pero están recubiertas con una piel blanca carnosa (eleosoma).
El epíteto praecox significa precoz o prematura, y alude a la floración temprana.